# Jan Stanisław Bekierski
Jan Stanisław Bekierski herbu Jastrzębiec – skarbnik mozyrski w 1691 roku.